# Réal Ménard
Réal Ménard (sinh ngày 13 tháng 5 năm 1962 tại Montreal, Quebec) là một chính khách người Canada, từng là thành viên của Khối Québécois của Hạ viện Canada từ năm 1993 đến năm 2009. Ông là thành viên Nghị viện Canada thứ hai công khai người đồng tính (người đầu tiên là Svend Robinson).
Ménard là một nhà khoa học chính trị với B.A. và bằng M.A. và cũng có bằng luật của mình từ Đại học Ottawa.

## Chính trị thành phố
Vào tháng 6 năm 2009, Ménard tuyên bố rằng ông sẽ từ chức Hạ viện, có hiệu lực vào ngày 16 tháng 9, để tranh cử với tư cách là ứng cử viên của Vision Montreal cho thị trưởng thành phố Mercier–Hochelaga-Maisonneuve trong cuộc bầu cử thành phố Montreal năm 2009. Trước cuộc bầu cử đầu tiên vào Hạ viện, ông là trợ lý chính trị cho Louise Harel, ứng cử viên năm 2009 của Vision Montreal cho Thị trưởng Montreal, khi bà còn là một MNA cấp tỉnh.
Ông đã giành chiến thắng trong cuộc bầu cử vào thị trưởng thành phố vào ngày 1 tháng 11 năm 2009.